# Dašdavágín Amartüvšin
Dašdavágín Amartüvšin (mongolsky Д. Амартүвшин) nebo Amartüvšin Dašdavá (mongolsky Амартүвшин Дашдаваа), (* 15. prosinec 1987 Mongolsko) je reprezentant Mongolska v judu a sambu.

## Sportovní kariéra
Jako většina mongolských reprezentantů i on pochází z venkova (Ugtáltsaidam). Začínal s tradičním zápasem böch a na škole se seznámil se sambem a později s judem. Judu se začal věnovat reklativně pozdě kvůli olympijským hrám. Oba příbuzné sporty kombinuje. V sambu je bronzovým medailistou z mistrovství světa.
Bojuje zprava, pravý úchop z boku za rameno, záda a spoléhá na boj na zemi se na boj zblízka, ve kterých využívá své fyzické předpoklady. Z technik nohou (aši-waza) zvládá základní (o-uči-gari). Problémem jsou u něho častá zranění (kolena), kvůly kterým nemohl objet dostatek turnajů a nasbírat body pro kvalifikaci na olympijské hry v Londýně v roce 2012. I tak by v případě dostatečného počtu bodů neměl nominaci jistou, protože v superlehké váze, ve které startuje se kvalifikovali hned tři jeho kolegové.

## Výsledky
| Turnaj            | 2010            | 2011            | 2012            | 2013            | 2014            |
| Turnaj            | 23              | 24              | 25              | 26              | 27              |
| Turnaj            | superlehká váha | superlehká váha | superlehká váha | superlehká váha | superlehká váha |
| ----------------- | --------------- | --------------- | --------------- | --------------- | --------------- |
| Mistrovství světa | úč.             | —               |                 | 2.              | úč.             |
| Asijské hry       | 5.              |                 |                 |                 | —               |